# Louis Cazamian
Louis François Cazamian (* 2. April 1877 in Saint-Denis auf der Insel Réunion; † 5. September 1965 in Paris) war ein französischer Anglist und Autor.
Cazamian studierte an der École Normale Superieure und war Stipendiat der Thiers-Stiftung. Er war Maitre de conferences in Bordeaux und Lyon und von 1925 bis 1945 Professor für Anglistik und englische Kulturgeschichte an der Sorbonne. Er war Ehrendoktor der Universitäten Oxford, Saint Andrews und Durham.
Er schrieb für die Franzosen Bücher über Großbritannien. Bekannt ist er als Mitautor mit Émile Legouis einer englischen Literaturgeschichte, die zuerst 1924 erschien. Daneben schrieb er auch über den sozialen Roman in England (Thema seiner Dissertation von 1903), besonders bei Charles Dickens, und über englischen Humor (und den in den Werken von Shakespeare) und allgemein Psychologie und Literatur. Er übersetzte unter anderem William Blake, William Wordsworth, George Meredith (Gedichte, mit seiner Frau Madeleine Cazamian) und Robert Browning ins Französische.
Er war in zweiter Ehe mit der Anglistin Madeleine Cazamian (geborene Clédat) verheiratet (Heirat 1908), Autorin von Le roman et les idées en angeleterre (3 Bände, 1923–1955) und Übersetzerin von William Butler Yeats, Percy Bysshe Shelley und Meredith.

## Schriften
- mit Émile Legouis: A History of English Literature, 1927, von ihm stammt der zweite Band, die Zeit von 1660 behandelnd, in bearbeiteter Auflage noch 1971 bei Dent in London erschienen
- Le Roman Social en Angleterre 1830–1850, Paris, Société nouvelle de librairie et d'édition, 1904, Nachdruck New York 1967 (seine Dissertation)
  - Englische Übersetzung Social novel in England 1830-1850. Dickens, Disraeli, Mrs. Gaskell, Kingsley, London, Boston, Routledge and Kegan 1973
- The Development of English Humor, 2 Bände, Macmillan 1930, Duke University Press 1952
- L´Humour de Shakespeare, Paris, Aubier 1945
- Symbolisme et poésie; l'exemple anglais, Neuchâtel, Éditions de la Baconnière 1947
- Criticism in the Making, New York, Macmillan 1929, Nachdruck: Folcroft 1977
- L'Angleterre moderne, son évolution, Paris, Flammarion 1911
- La Grande-Bretagne et la Guerre, Paris, Flammarion 1917
- Modern England, London, Dent 1912
- Études de psychologie litteraire, Lausanne und Paris, Payot 1913
- L´evolution psychologique et la litterature en angleterre, 1920
- Andrew Lang and the Maid of France, Oxford University Press 1931 (Andrew Lang Lecture an der St. Andrews University 1931)
- Carlyle, Paris 1913 (englische Übersetzung Macmillan 1932)
- Grande Bretagne, Paris, H. Didier 1934
- La poésie romantique anglaise, 1939
- Herausgeber Anthologie de la poésie anglaise, Paris 1947
- Essais en deux langues, Paris, Didier 1938
- Ce qu'il faut connaître de l'âme anglaise, Paris 1927
- Geschichte der französischen Literatur, Goldmann 1963